# Punch! (serie animata canadese)
Punch! è una serie originale Teletoon che andava in onda sul canale Télétoon la Nuit nel 2008. Fu cancellata dopo appena una stagione, anche se Teletoon ha continuato a mandarla in onda la sera tarda per qualche tempo.

## Storia
È una serie-parodia di celebrità canadesi e stranieri. Fin dall'inizio, la serie ha parodiato Jean Chrétien, Guy Cloutier, Jacques Villeneuve, Guy A. Lepage,il rilascio della serie Le Banquier con Julie Snyder, ecc.

## Personaggi
- Florian
- Connie
- Mr. Rougeau
- Missy
- Alex
- Scott
- Compaq

## Episodi
- Arriva Florian
- Bidoni di stelle
- Ms. Zigmoune
- L'incidente
- Poupoune contro Poupoune
- Il monticello
- È tagliato
- Gai Senza gai
- Grande Fratello
- Ti-Kitty
- Mutandine di Stelle
- Glucosamina
- Il tounus
- La realtà
- La figlia del drago
- La foto
- Il rivestimento
- Il tirocinante
- Il coming-in
- Golf
- Scott craque

## Commenti
Questa serie è valutata 16 + su Teletoon dato il cambio di programmazione. In precedenza, era classificata 8 +. L'episodio Scott craque è una parodia di Scil craque. Nella maggior parte degli episodi della serie, Corneliu fa delle apparizioni nei luoghi di lavoro dei personaggi principali. Viene inoltre parodiato, considerato sciocco ed un pessimo cantante. Accanto ai personaggi soprannominati i "timpani penetranti".